# 施皮茨泰利峰

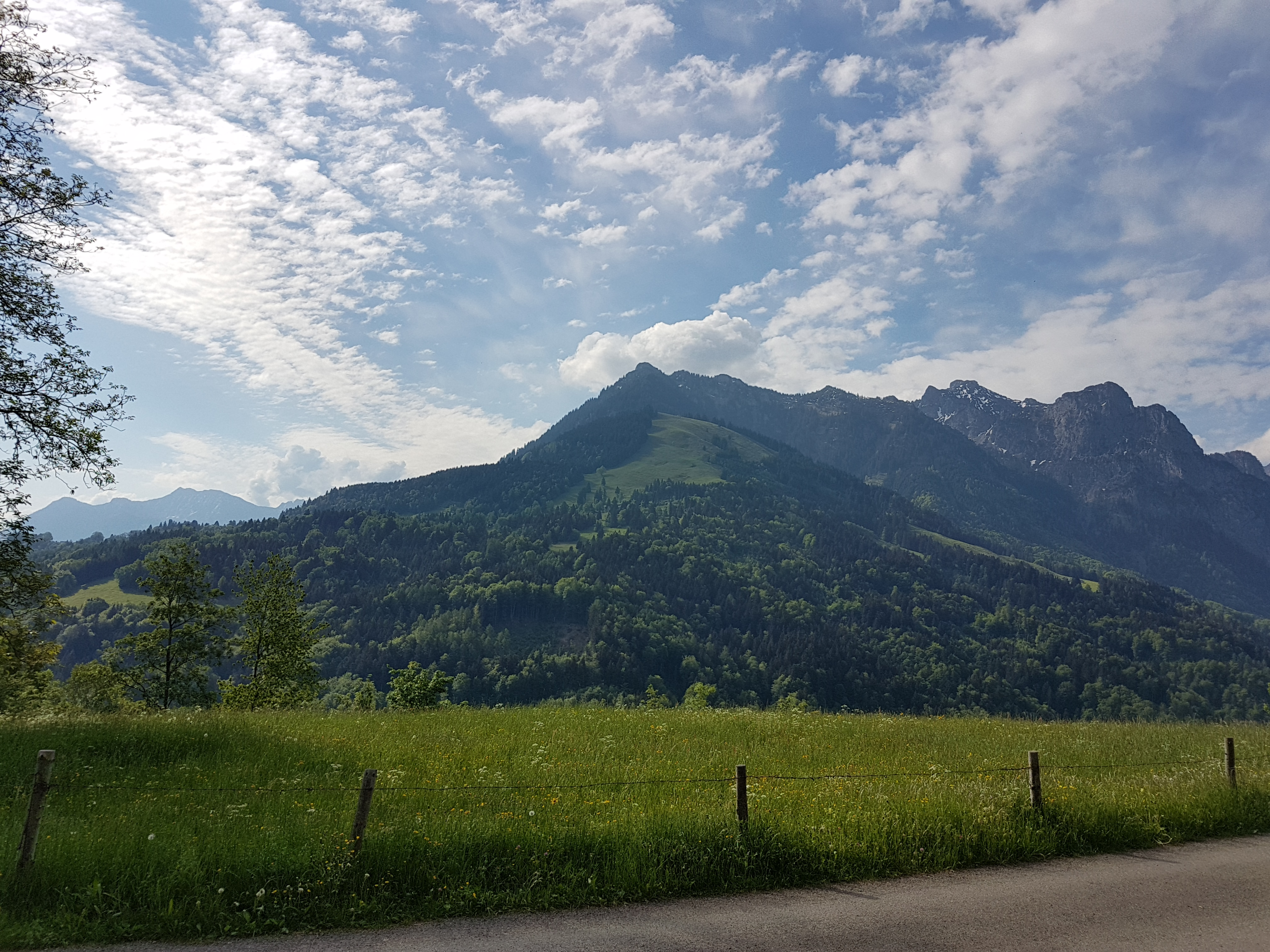

47°10′40″N 9°37′32″E / 47.177666°N 9.625418°E
施皮茨泰利峰（德語：Spitztälispitz），是奧地利的山峰，位於該國西部，由福拉爾貝格州負責管轄，屬於雷蒂孔山的一部分，海拔高度1,730米，每年平均降雨量1,852毫米。